# Cyphoderris monstrosa
Cyphoderris monstrosa är en insektsart som beskrevs av Philip Reese Uhler 1864. Cyphoderris monstrosa ingår i släktet Cyphoderris och familjen Prophalangopsidae.

## Underarter
Arten delas in i följande underarter:
- C. m. monstrosa
- C. m. piperi